# Цикл Шухарта — Демінга

Цикл PDCA

Ци́кл Шу́харта-Де́мінга (Цикл PDCA, часто використовується назва Цикл Демінга) — модель безперервного поліпшення процесів, цикл PDCA — плануй (Plan), роби (Do), перевіряй (Check), впливай (Act). При її застосуванні в різноманітних областях діяльності (наприклад, управління якістю) дозволяє ефективно керувати цією діяльністю на системній основі.

## Цикл управління
Методологія PDCA є найпростішим алгоритмом дій керівника по управлінню процесом і досягнення його цілей. Цикл управління починається з планування.
1. Планування: встановлення цілей і процесів, необхідних для досягнення цілей, планування робіт по досягненню цілей процесу і задоволення споживача, планування виділення і розподілу необхідних ресурсів.
2. Виконання: виконання запланованих робіт.
3. Перевірка: збір інформації та контроль результату на основі ключових показників ефективності (KPI), що вийшло в ході виконання процесу, виявлення та аналіз відхилень, встановлення причин відхилень.
4. Вплив (управління, коректування): вжиття заходів щодо усунення причин відхилень від запланованого результату, зміни в плануванні та розподілі ресурсів.

## Застосування
У практичній діяльності цикл PDCA застосовується багаторазово з різною періодичністю. При виконанні основної діяльності цикл PDCA застосовується з періодичністю циклів звітності та планування. При виконання коригуючих дій тривалість PDCA може бути менше або більше тривалості циклів звітності та планування та встановлюється в залежності від характеру, обсягу, тривалості і змісту заходів щодо усунення причин відхилення.